# Кафр-Сафра
Кафр-Сафра или Кафер-Сафра (араб. كفر صفرة‎) — деревня на северо-западе Сирии, расположенная на территории мухафазы Халеб. Входит в состав нахии Джандарис района Африн.

## Географическое положение
Деревня находится в северо-западной части мухафазы, вблизи границы с Турцией, к северу от реки Африн, на высоте 393 метров над уровнем моря.

Кафр-Сафра расположена на расстоянии приблизительно 44 километров к северо-западу от Халеба, административного центра провинции и на расстоянии 320 километров к северо-северо-востоку (NNE) от Дамаска, столицы страны.

## Население
По данным официальной переписи 2004 года численность населения деревни составляла 2150 человек.